# Gabriel Ajemian
Gabriel Ajemian (in armeno Գաբրիել Աճեմյան?; Pasadena, 29 luglio 1998) è un cestista statunitense con cittadinanza armena.

## Carriera
Gabriel Ajemian è nato a  Pasadena in California negli Stati Uniti d'America da genitori emigrati dall'Armenia. Inizia a giocare a pallacanestro nella sezione locale dell'associazione Homenetmen, ente internazionale che promuove la cultura e storia della popolazione armena, per poi entrare nella squadra di pallacanestro della sua High School di Crescenta Valley.
Terminate le scuole superiori ha continuato a giocare a pallacanestro anche negli anni del college, entrando prima nella squadra del Pasadena City College, nella stagione 2019-2020, e poi in quella del Compton College, dal 2020 al 2022.
Terminata l'esperienza al college Ajemian ha giocato nel 2023 con la maglia degli Armens Basketball Club, squadra del campionato AABA Pro-am League, sempre negli Stati Uniti.
Nell'ottobre 2023 ha firmato un contratto annuale con la squadra della Lebanese Basketball League dell'Homenetmen, facendo così il suo esordio in un campionato professionistico. Al termine della stagione, dove colleziona 23 partite in campionato, rinnova anche per la stagione successiva con l'Homenetmen.

### Nazionale
Ajemian ha rappresentato l'Armenia già nelle nazionali giovanili, con l'Armenia under 20 ha preso parte a tre edizioni dei Campionati europei maschili di pallacanestro Under-20 Division B, tra il 2016 ed il 2018.
Nel 2022 è stato convocato dalla nazionale maggiore dell'Armenia per il Campionato europeo FIBA dei piccoli stati 2022, conclusi con la vittoria della medaglia d'oro dopo la finale contro Malta per 84-68.

## Palmarès

### Nazionale
- Campionato europeo FIBA dei piccoli stati:

 Malta 2022